# 미드웨스트 리그
미드웨스트 리그(Midwest League)는 1954년 창설된 미국 미드웨스트지역의 클래스 A 야구 리그이다. 총 16팀으로 이루어져 있으며 2개의 디비전으로 운영된다.

## 팀
| 디비전 | 팀                       | MLB 팀                              | 연고지                 | 홈구장                                        |
| ------ | ------------------------ | ----------------------------------- | ---------------------- | --------------------------------------------- |
| 이스트 | 볼링 그린 핫 로즈        | 탬파베이 레이스                     | 볼링 그린, 켄터키      | 볼링 그린 볼파크                              |
| 이스트 | 데이턴 드래곤즈          | 신시내티 레즈                       | 데이턴, 오하이오       | 피프스 서드 필드                              |
| 이스트 | 포트웨인 틴캡스          | 샌디에이고 파드리스                 | 포트웨인, 인디애나     | 파크뷰 필드                                   |
| 이스트 | 그레이트 레이크 룬즈     | 로스앤젤레스 다저스                 | 미들랜드, 미시간       | 다우 다이아몬드                               |
| 이스트 | 랜싱 러그너츠            | 토론토 블루제이스                   | 랜싱, 미시간           | 쿨리 로스쿨 스타디움                          |
| 이스트 | 레이크 카운티 캡틴즈     | 클리블랜드 인디언스                 | 이스트레이크, 오하이오 | 클래식 파크                                   |
| 이스트 | 사우스벤드 컵스          | 시카고 컵스                         | 사우스벤드, 인디애나   | 포 윈즈 필드 앳 코벨레스키 스타디움           |
| 이스트 | 웨스트 미시간 화이트캡스 | 디트로이트 타이거스                 | 컴스톡 파크, 미시간    | 피프스 서드 볼파크                            |
| 웨스트 | 벨로이트 스내퍼스        | 오클랜드 어슬레틱스                 | 벨로이트, 위스콘신     | 해리 C. 폴먼 필드                             |
| 웨스트 | 벌링턴 비즈              | 로스앤젤레스 에인절스 오브 애너하임 | 벌링턴, 아이오와       | 커뮤니티 필드                                 |
| 웨스트 | 시더 래피즈 커널스       | 미네소타 트윈스                     | 시더 래피즈, 아이오와  | 베테랑 메로리얼 스타디움                      |
| 웨스트 | 클린턴 럼버킹스          | 시애틀 매리너스                     | 클린턴, 아이오와       | 얼라이언트 에너지 필드                        |
| 웨스트 | 케인 카운티 쿠거스       | 애리조나 다이아몬드백스             | 제네바, 일리노이       | 엘프스트롬 스타디움                           |
| 웨스트 | 피오리아 치프스          | 세인트루이스 카디널스               | 피오리아, 일리노이     | 오브라이언 필드                               |
| 웨스트 | 퀘이드 시티 리버 밴디츠  | 휴스턴 애스트로스                   | 대번포트, 아이오와     | 모던 우드맨 파크                              |
| 웨스트 | 위스콘신 팀버 래틀러스   | 밀워키 브루어스                     | 그랜드 추트, 위스콘신  | 타임 워너 케이블 필드 앳 폭스 시티즈 스타디움 |